# 神戸市立丸山中学校
神戸市立丸山中学校（こうべしりつ まるやまちゅうがっこう）は、兵庫県神戸市長田区にある公立中学校。

## 概要
夜間中学校である西野分校が併設されていたが、阪神・淡路大震災以降、分校は名称を変えずに神戸市立太田中学校に併設されている形となっている。

## 沿革
神戸市立丸山中学校
神戸市立丸山中学校西野分校
- 1950年1月 - 神戸市立丸山中学校室内小学校教場として西野幼稚園舎に開設
- 1964年4月 - 神戸市立丸山中学校西野分校に改称
- 1976年4月 - 神戸市東部の区域を分離（現・神戸市立兵庫中学校北分校）
- 1995年1月 - 阪神・淡路大震災により校舎倒壊
- 1995年3月 - 神戸市立水木小学校へ校舎移転
- 1995年3月 - 神戸市立太田中学校へ校舎移転

## 部活動

### 運動部
- 野球部
- 卓球部
- 柔道部
- バスケットボール部
- 男子ハンドボール部
- 女子ソフトテニス部
- 女子バレーボール部

### 文化部
- 吹奏楽部
- 美術部

## 通学区域
神戸市立丸山中学校
- 神戸市立名倉小学校、神戸市立室内小学校、神戸市立宮川小学校(大丸町1，片山町3・4，寺池町3に限る。)の通学区域[1]

神戸市立丸山中学校西野分校
- 神戸市長田区、西区、垂水区、須磨区

## 制服
- 男子　
  - 冬服はブレザー、カッターシャツ、スラックスである。
  - 夏服はカッターシャツ、スラックスである。
- 女子　
  - 冬服はブレザー、カッターシャツ、ジャンパースカートである。
  - 夏服はカッターシャツ、ジャンパースカートである。

## 交通アクセス
- 神戸電鉄「長田」駅より南西300m
- 市バス3系統・11系統「名倉小学校前」バス停より南250m

## 通学区域が隣接している学校
- 神戸市立雲雀丘中学校
- 神戸市立高取台中学校
- 神戸市立西代中学校
- 神戸市立長田中学校
- 神戸市立兵庫中学校
- 神戸市立湊川中学校
- 神戸市立夢野中学校